# Balanophyllia chnous
Balanophyllia chnous är en korallart som beskrevs av Squires 1962. Balanophyllia chnous ingår i släktet Balanophyllia och familjen Dendrophylliidae. Inga underarter finns listade i Catalogue of Life.